# 圣多明我堂 (普拉托)
圣多明我堂（Chiesa di San Domenico）是一座罗马天主教教堂，罗马式建筑，位于意大利中部托斯卡纳大区普拉托。
教堂和毗邻的修道院建于1282-1325 年。1313 年增建钟楼。立面只有下部贴上了绿色和白色的大理石，上部仍然是朴素的砖块。外部拱门是乔瓦尼·皮萨诺的作品。教堂的大门上有纹章符号，让人想起红衣主教尼科洛·阿尔贝蒂尼的赞助。
内部祭坛上有14 世纪的彩绘木制十字架和马泰奥·罗塞利的《圣母领报》。相邻修道院的回廊建于 1478-80 年。相邻的博物馆有壁画作品。 